# Cruel and Unusual Films
Cruel And Unusual Films é uma empresa de produção cinematográfica americana fundada pelo cineasta Zack Snyder, sua esposa Deborah Snyder, e seu colega de produção Wesley Coller.

## Companhia
Cruel And Unusual Films foi fundada em 2004 por Zack Snyder, sua esposa Deborah, e seu parceiro de produção Wesley Coller. A companhia está sediada na Warner Bros., e atualmente está localizada em Pasadena, California. A empresa assinou um contrato de produção de 2 anos com a Warner Bros. em 2007, antes do lançamento do filme 300, na qual Snyder trabalhou como roteirista e diretor. Snyder e sua esposa Deborah são co-presidentes da empresa, contando muitas vezes com Wesley Coller como parceiro de produção. Snyder lançou o site oficial da empresa em 30 de janeiro de 2009 e convidou os artistas a enviar versões do logotipo da empresa. Um logotipo da empresa inclui uma colegial animada chamada "Baby Doll", que é a heroína do filme Sucker Punch, de 2011, escrito e dirigido por Snyder. Além de produzir filmes, Cruel and Unusual Films também ajuda na comercialização de seus filmes, visto que Snyder e sua esposa Deborah Snyder são egressos do mercado publicitário.

## Lançamentos
Filmes
| Ano  | Título                                        | Diretor       | Co-produtora(s)                                                                         | Distribuidora(s)                                                              | Rotten Tomatoes | Bilheteria     |
| ---- | --------------------------------------------- | ------------- | --------------------------------------------------------------------------------------- | ----------------------------------------------------------------------------- | --------------- | -------------- |
| 2004 | Dawn of the Dead                              | Zack Snyder   | Strike Entertainment / New Amsterdam Entertainment                                      | Universal Pictures                                                            | 75%             | $102,356,381   |
| 2007 | 300                                           | Zack Snyder   | Legendary Pictures / Virtual Studios / Atmosphere Pictures / Hollywood Gang Productions | Warner Bros. Pictures                                                         | 60%             | $456,068,181   |
| 2009 | Watchmen                                      | Zack Snyder   | Legendary Pictures / DC Entertainment / Lawrence Gordon Productions                     | Warner Bros. Pictures (América do Norte) / Paramount Pictures (Internacional) | 64%             | $185,258,983   |
| 2011 | Legend of the Guardians: The Owls of Ga'Hoole | Zack Snyder   | Village Roadshow Pictures / Animal Logic                                                | Warner Bros. Pictures                                                         | 51%             | $140,073,390   |
| 2010 | Sucker Punch                                  | Zack Snyder   | Legendary Pictures                                                                      | Warner Bros. Pictures                                                         | 22%             | $89,792,502    |
| 2013 | Man of Steel                                  | Zack Snyder   | Legendary Pictures / DC Entertainment / Syncopy                                         | Warner Bros. Pictures                                                         | 56%             | $668,045,518   |
| 2014 | 300: Rise of an Empire                        | Noam Murro    | Legendary Pictures / Atmosphere Pictures / Hollywood Gang Productions                   | Warner Bros. Pictures                                                         | 44%             | $337,580,051   |
| 2016 | Batman v Superman: Dawn of Justice            | Zack Snyder   | RatPac-Dune Entertainment / DC Entertainment Atlas Entertainment                        | Warner Bros. Pictures                                                         | 28%             | $873,260,194   |
| 2017 | Mulher-Maravilha                              | Patty Jenkins | DC Films / Atlas Entertainment / Tencent Pictures / Wanda Pictures                      | Warner Bros. Pictures                                                         | 92%             | $821,847,012   |
| 2017 | Liga da Justiça                               | Zack Snyder   | DC Films / RatPac-Dune Entertainment / Atlas Entertainment                              | Warner Bros. Pictures                                                         | 40%             | $657,924,295   |
| 2018 | Aquaman                                       | James Wan     | DC Films / Warner Bros. Pictures / Cruel and Unusual Films / Mad Ghost Productions      | Warner Bros. Pictures                                                         | 65%             | $1.148.461.807 |
| 2020 | Wonder Woman 1984                             | Patty Jenkins | Mad Ghost Productions, DC Films e Atlas Entertainment                                   | Warner Bros. Pictures                                                         | -               | -              |
| 2020 | Army of the Dead                              | Zack Snyder   | -                                                                                       | Netflix                                                                       | -               | -              |
| 2021 | Zack Snyder's Justice League                  | Zack Snyder   | DC Films e Atlas Entertainment                                                          | HBO Max                                                                       | -               | -              |

Outros
| Ano       | Título                 | Diretor             | Co-produtora(s) | Distribuidora(s)      | Nota                                                                                                 |
| --------- | ---------------------- | ------------------- | --------------- | --------------------- | --- |
| 2008-2009 | Watchmen: Motion Comic | Jake Strider Hughes | DC Comics       | Warner Premiere (DVD) | Série de curta-metragens animados em motion comic baseada na história em quadrinhos da DC, Watchmen. |
| 2017      | Snow Steam Iron        | Zack Snyder         |                 |                       | Curta-metragem lançado na rede social Vero.                                                          |